# Gabriel Rozwadowski
Gabriel Rozwadowski (ur. ok. 1625 w Rozwadowie Wielkim), zm. 1693) – podczaszy łukowski, wojskowy, założyciel miasta Rozwadowa (obecnie dzielnica Stalowej Woli).
Porzucił ojcowiznę dla kariery wojskowej. Służył w wojskach księcia Jeremiego Wiśniowieckiego na Ukrainie, później, w czasie potopu szwedzkiego w chorągwi koniuszego koronnego Aleksandra Michała Lubomirskiego. W międzyczasie, w 1651, ożenił się z nieznaną z nazwiska kobietą, która urodziła mu córkę, Mariannę. Przed 1658 owdowiał i osiadłszy w dobrach nad Sanem ożenił się powtórnie z ich właścicielką, Elżbietą Piasecką. 
Był w tym okresie aktywny w dyplomacji i powierzano mu sprawy wagi państwowej, m.in. to jego podpis widnieje na zawartym w 1667 układzie z Tatarami. Dwór Rozwadowskich znajdował się we wsi Charzewice, na której gruntach, uzyskawszy w 1690 roku przywilej króla Jana III Sobieskiego, założył miasto Rozwadów. 
Po śmierci fundatora Rozwadów pozostawał w rękach rodu Rozwadowskich do 1723, kiedy to zakupił go książę Jerzy Ignacy Lubomirski.